# Propellant crossfeed
Propellant Crossfeed oder fuel crossfeed (deutsch in etwa: Treibstoffkreuzförderung) ist eine Methode der Treibstoffförderung in einem Luftfahrzeug, bei der Treibstoff von den Triebwerken aus verschiedenen Tanks entnommen wird. Sie sollte nicht mit crossflow verwechselt werden, was den Austausch von Treibstoff zwischen Tanks beschreibt.

## Prinzip

### Luftfahrt
Luftfahrzeuge benötigen für einen sicheren und effizienten Betrieb ein gutes Gleichgewicht. Werden sie mit Treibstoff im flüssigen oder gasförmigen Zustand betrieben, der auf mehrere Tanks aufgeteilt wird, sorgt ein unterschiedlicher Füllstand der Tanks für eine Störung dieses Gleichgewichts. Ein solcher unterschiedlicher Füllstand kann auftreten, wenn das Luftfahrzeug für längere Zeit in eine bestimmte Richtung geneigt wird oder wenn die Bedingungen dafür sorgen, dass der Treibstoff in einem der Tanks schneller verbraucht wird (zum Beispiel bei Flugzeugen, deren Tanks sich in den Flügeln befinden). Um das Gleichgewicht wiederherzustellen, kann mithilfe von Pumpen Treibstoff von einem der Tanks auch zu dem Triebwerk auf der anderen Seite verbracht werden, wodurch der Treibstoff auf dieser Seite nicht oder in geringerem Maße verbraucht wird.

### Raumfahrt
In der Raumfahrt kommt zum (zumindest während des Flugs durch die Atmosphäre) ebenfalls wichtigen Gleichgewicht eine weitere Komponente hinzu. Eine Rakete, die mit mehreren Stufen, abwerfbaren Außentanks oder Boostern ausgestattet ist, verfügt ebenfalls über mehrere Treibstofftanks. Solche Raketen werfen im Laufe des Flugs Teile ihrer Konstruktion ab. Je früher sie abgeworfen werden, desto schneller verringert sich die Gesamtmasse und oft auch der Luftwiderstand der Rakete, was zu günstigeren Bedingungen bezüglich Effizienz, Geschwindigkeit und Reichweite führt. Vor diesem Hintergrund ist es erstrebenswert, die Tanks dieser Teile so schnell wie möglich zu leeren, sodass sie abgeworfen werden können. Mithilfe von Crossfeed kann dafür gesorgt werden, dass die Triebwerke die Tanks in den abwerfbaren Teilen zuerst aufbrauchen, bevor der Haupttank angerührt wird. Dies trifft auch bei Boostern zu, die zwar selbst ihren Treibstoff aufbrauchen, aber gleichzeitig auch Teile davon an das Haupttriebwerk abzweigen, sodass dieses den Haupttank erst nach Abwurf der Booster, also mit weniger Masse und Luftwiderstand, anbrechen muss.
Es gab und gibt keine Raketen, die Propellant Crossfeeding verwenden. Bei der Falcon Heavy von SpaceX war es geplant, wurde aber nicht realisiert.

## Geschichte
Als Erfinder der Crossfeed-Technologie gilt Wladimir Tschelomei, der sie erstmals in den 1960er-Jahren in seinen Plänen zum Bau der Rakete UR-700 erwähnte. Allerdings wurde die Rakete nie gebaut und Crossfeed kam nicht zum Einsatz. 2011 wurde bekannt, dass die Falcon-Heavy-Rakete von SpaceX mithilfe einer Crossfeed-Technologie betrieben werden soll. Doch auch in dieser Rakete wurde sie letztendlich nicht implementiert. Während Crossfeed in der Luftfahrt Verwendung findet, wurde es, aufgrund der hohen Komplexität, in der Raumfahrt bis heute noch nicht eingesetzt.